# Iracema Starling
Iracema Starling (Rio de Janeiro, 04 de março de 1966) é uma ex-atriz brasileira.

## Filmografia

### Na Televisão
| Ano  | Título            | Personagem         | Notas                            |
| ---- | ----------------- | ------------------ | -------------------------------- |
| 2011 | Força-Tarefa      | Flora              | 1 episódio                       |
| 2010 | A Cura            | Maria              |                                  |
| 2006 | Paixões Proibidas | Jacyra             |                                  |
| 2006 | Carga Pesada      | Prostituta         | Episódio:"Mata o Véio, Mata!"    |
| 2004 | Da Cor do Pecado  | Sônia              |                                  |
| 2000 | Você Decide       | —                  | Episódio: "Admirável Mundo Novo" |
| 1999 | Você Decide       | Elza               | Episódio: "Forró Bandido"        |
| 1995 | A Idade da Loba   | Suzana             |                                  |
| 1993 | Guerra sem Fim    | Verinha Tira Teima |                                  |
| 1991 | Amazônia          | Assunção           |                                  |

### No Cinema
| Ano  | Título         | Personagem | Notas          |
| ---- | -------------- | ---------- | -------------- |
| 2007 | Meteoro        | Iracema    |                |
| 1991 | Estação Aurora | —          | Curta-metragem |

## Teatro[2]
- O Jogo (2005)